# Клауберг, Карл
Карл Клауберг (нем. Carl Clauberg, 28 сентября 1898, Вупперхоф, Рейнская область — 9 августа 1957, Киль) — немецкий врач, проводивший медицинские эксперименты над людьми в концентрационных лагерях во время Второй мировой войны. Он работал с Хорстом Шуманом и проводил эксперименты рентгеновской стерилизации в Освенциме.

## Биография
Родился 28 сентября 1898 года в Вуппехофе в семье ремесленников. Служил пехотинцем во время Первой мировой войны. После войны он изучал медицину и в итоге дослужился до звания главного врача в клинике Кёнигсбергского университета. В 1933 году Клауберг вступает в НСДАП и СС, а позже стал профессором гинекологии и получает звание группенфюрера СС.
В 1940 году работал заведующим женским отделением в больнице Кёнигсхютте в Верхней Силезии, в это время познакомился в Генрихом Гиммлером. В 1942 году он попросил у Гиммлера дать ему разрешение на массовую стерилизацию женщин для своих опытов. Гиммлер одобрил это предложение, и Клауберг был переведён в Освенцим в декабре 1942 года. В январе 1945 года был переведен в концлагерь Равенсбрюк.
Арестован в июне 1945 года в Шлезвиг-Гольштейне. В 1948 году ему был вынесен приговор в Советском Союзе в виде лишения свободы сроком на двадцать три года. Спустя семь лет по условию договора между СССР и ФРГ об обмене военнопленными был возвращён в Германию. После протестов и жалоб со стороны пострадавших от нацистов и узников концлагерей Клауберг был вновь арестован в 1955 году. Умер в тюрьме Киля 9 августа 1957 года.